# Warutchet Boonchuailuea
Warutchet Boonchuailuea (thailändisch วรุฒม์เชษฐ์ บุญช่วยเหลือ, * 10. April 1984) ist ein thailändischer Fußballspieler.

## Karriere
Warutchet Boonchuailuea steht seit 2019 beim Navy FC unter Vertrag. Wo er vorher gespielt hat, ist unbekannt. Der Verein aus Sattahip spielt in der zweiten Liga des Landes, der Thai League 2. Am Ende der Saison 2021/22 musste er mit der Navy als Tabellenletzter in die dritte Liga absteigen. Ende Dezember 2023 wurde sein Vertrag bei der Navy nicht verlängert.